# Saint-Pierre-du-Bosguérard

Saint-Pierre-du-Bosguérard este o comună în departamentul Eure, Franța. În 1 ianuarie 2022 avea o populație de 962 de locuitori.